# Encyclia expansa
Encyclia expansa là một loài thực vật có hoa trong họ Lan. Loài này được (Rchb.f.) P.Ortiz mô tả khoa học đầu tiên năm 1991.